# سباق الطريق ضد الساعة للشبان في بطولة العالم لسباق الدراجات على الطريق 2017

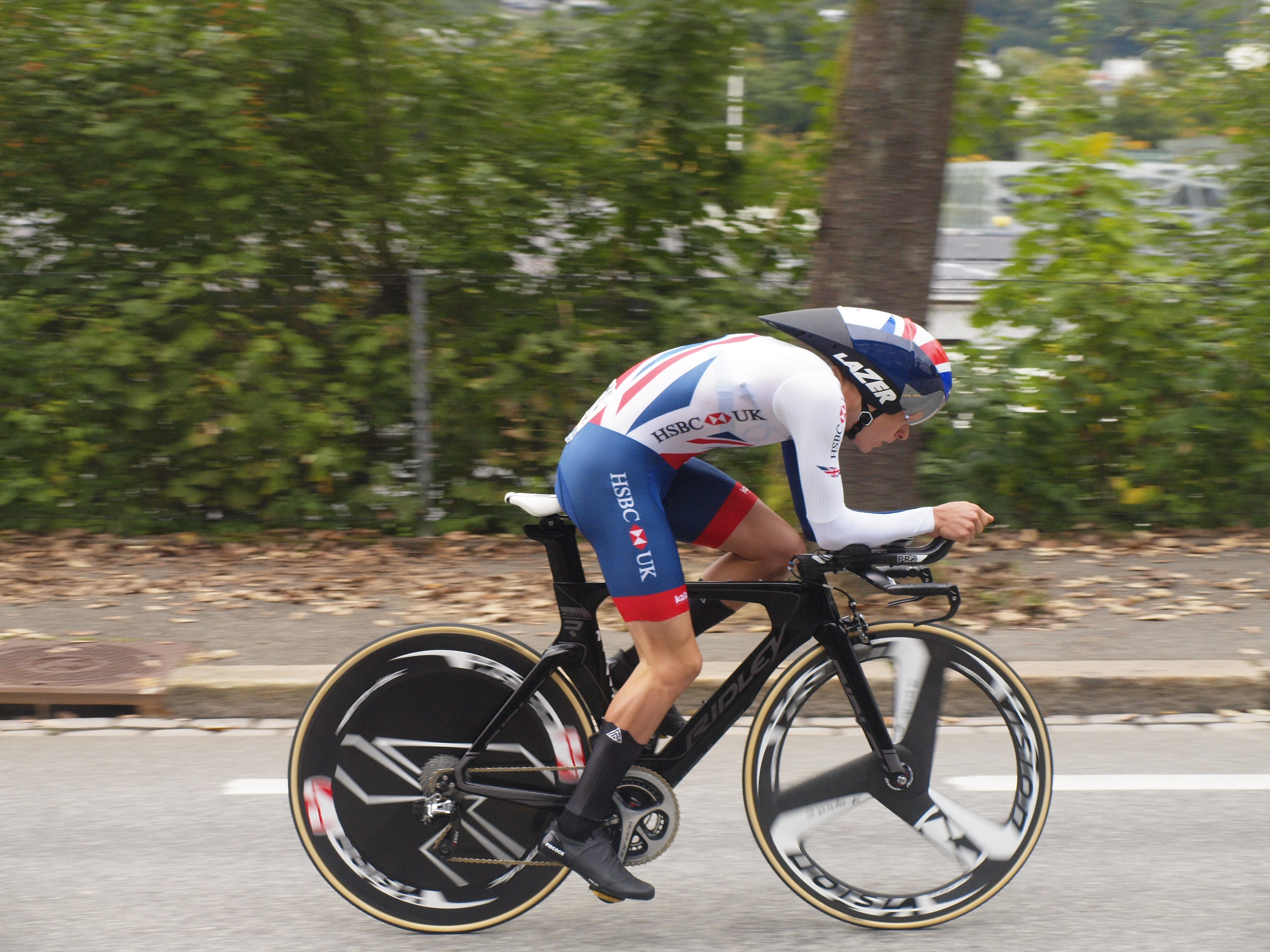

سباق الطريق ضد الساعة للشبان في بطولة العالم لسباق الدراجات على الطريق 2017 (بالفرنسية: Contre-la-montre masculin des juniors aux championnats du monde de cyclisme sur route 2017)‏ هو سباق دراجات هوائية، وهو الموسم رقم 23 من السباق، وأقيم في 19 سبتمبر 2017، وامتدّ لمسافة 21.1 كيلومتر، وهو أحد سباقات بطولة العالم لسباق الدراجات على الطريق 2017.
فاز فيه بالمركز الأول توم بيدكوك، وبالمركز الثاني Antonio Puppio ‏، وبالمركز الثالث Filip Maciejuk ‏.

## الفائزون
| الترتيب | الفائز          |
| ------- | --------------- |
| الفائز  | توم بيدكوك      |
| الثاني  | Antonio Puppio ‏ |
| الثالث  | Filip Maciejuk ‏ |

## وصلات خارجية
- سباق الطريق ضد الساعة للشبان في بطولة العالم لسباق الدراجات على الطريق 2017 على موقع إحصائيات الدراجات الإحترافية (الإنجليزية)